# Fischer-rétisáska
A Fischer-rétisáska (Stenobothrus fischeri) a sáskafélék családjába tartozó, Eurázsiában honos sáskafaj.

## Megjelenése
A Fischer-rétisáska testhossza a hím esetében 15-18 mm, a nőstény 20-26 mm. Közepes termetű sáskafaj. Alapszíne zöld vagy barna, a hímek általában intenzívebb színűek. A csápok világosbarna vagy barna színűek, a hímek esetében a végükön kissé kifelé görbülnek. A fej és a tor alsó oldala fehéres. A hátsó térd sötétbarna vagy fekete, élesen elüt a comb színétől. A potroh vége (és gyakran a hátsó lábszár, valamint a comb alsó-hátsó része) narancsszínű, különösen a hímeknél. A torpajzs oldalélei enyhén befelé íveltek és sötét szélű világos vonal hangsúlyozza őket. Szárnyai a hímek esetében elérik a térdet, a nőstényeknél valamivel rövidebbek. A szárny háromnegyedénél a fehér folt (stigma) nem mindig látható jól. A mediális mező nem nagyon széles és csak a szárny közepéig ér.  
Éneke erős, zizegő ciripelés (hasonlít a kis rétisáska hangjára.) Egy strófa 3-5 másodpercig tart, az elején fokozatosan erősödik. A strófák között szabálytalan hosszúságú szüneteket tart.

### Hasonló fajok
A sztyeppréti sáska hasonlít hozzá, amelytől éneke, szárnyerezete és stigmája alapján lehet elkülöníteni.

## Elterjedése
Eurázsiában honos, az Ibériai-félszigettől Dél-Európán (Dél-Franciaország, Olaszország, Balkán) keresztül egészen Közép-Ázsiáig. Magyarországon viszonylag ritka, többek között a Bakonyban, a Kiskunságban, a Csepel-szigeten ismertek állományai. 

## Életmódja
Meleg, száraz, tápanyagszegény talajú, ritkás vegetációjú homokpuszták, sziklagyepek, sztyeppek lakója.
Kifejlett egyedeivel májustól szeptemberig találkozhatunk. 
Magyarországon nem védett.